# Gryf (hrad)
Hrad Gryf (německy Greiffenstein) je gotický hrad ve vesnici Proszówka na území gminy Gryfów Śląski v okrese Lwówek Śląski v polském Dolnoslezském vojvodství. Zříceniny hradu Gryf jsou zapsané na seznamu nemovitých kulturních památek polského Národního památkového ústavu (Narodowy Institut Dziedzictwa).

## Geografie
Hrad Gryf stojí na 448 metrů vysokém čedičovém Hradním vrchu (polsky Góra Zamkówa) nad vesnicí Proszówka, zhruba 3,5 km severovýchodně od města Mirsku. Správní středisko místní městsko-vesnické gminy Gryfów Śląski se nachází necelé 4 km severněji. Celá tato oblast v jihozápadním výběžku Polska leží v podhůří Jizerských hor. Nejkratší vzdálenost k česko-polské státní hranici na západě je od hradu Gryf vzdušnou čarou přibližně 10 km. Nejbližšími sídly na české straně hranice jsou Jindřichovice pod Smrkem a Nové Město pod Smrkem.

## Historie
Podle německých pramenů hrad pravděpodobně vznikl již ve 12. století na návrší, vzdáleném zhruba 2 km východně od řeky Kwisy, která pramení v Jizerských horách  a poté teče na sever k městu Gryfówu, kde se prudce stáčí na západ směrem do Leśné. 

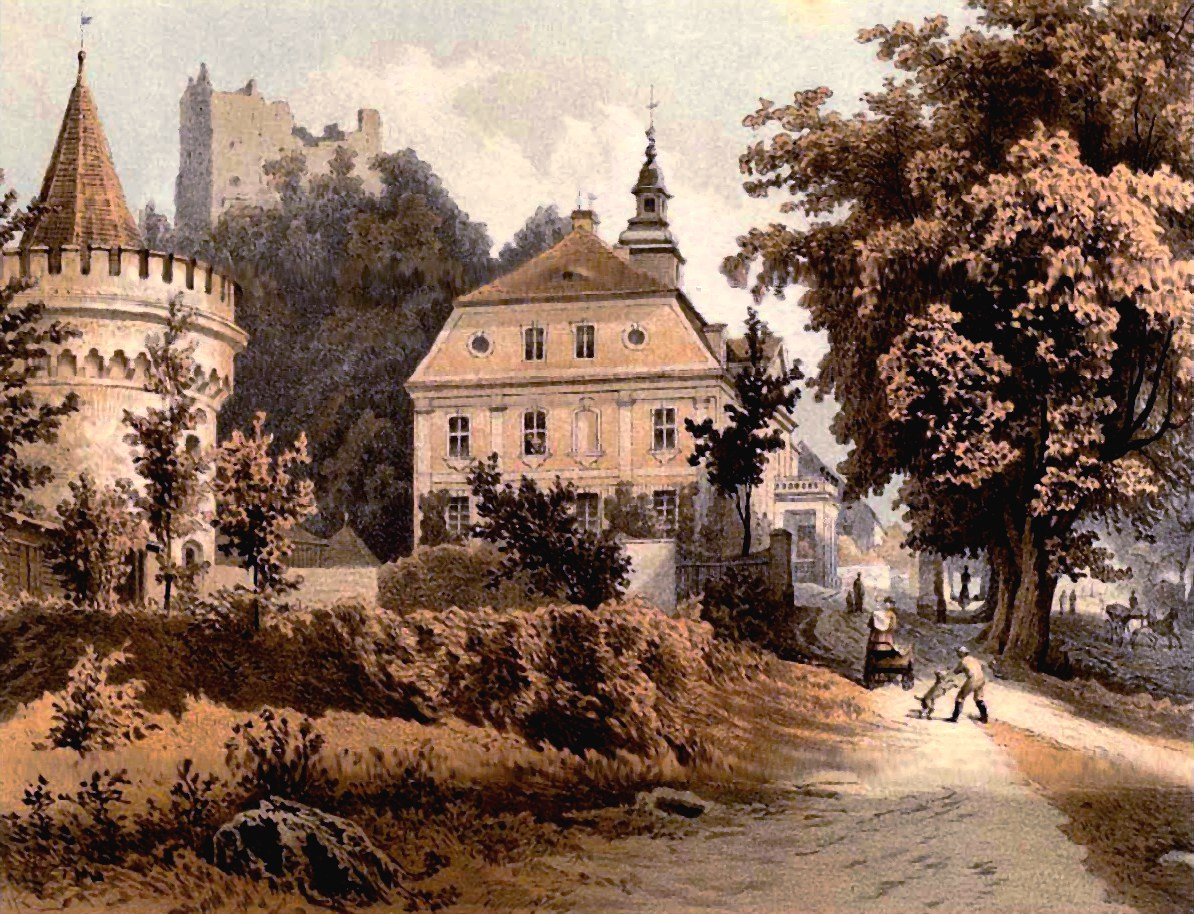
Theodor Albert: Hrad a zámek Greiffenstein, 2. polovina 19. století

Podle jiných zdrojů byl hrad postaven až ve 13. století  na místě, kde dříve bývalo hradiště (tzv. grod) lidí ze slezského kmene Bobřanů.
Až do konce 14. století patřil hrad svídnickým knížatům, poté přešel do vlastnictví českého krále Václava IV. Po smrti Václava IV. v roce 1419 hrad Gryf získali Schaffgotschové. Hrad zůstal v držení tohoto německého slezského rodu až do roku 1798. V 16. a 17. století byl hrad stavebně upravován.

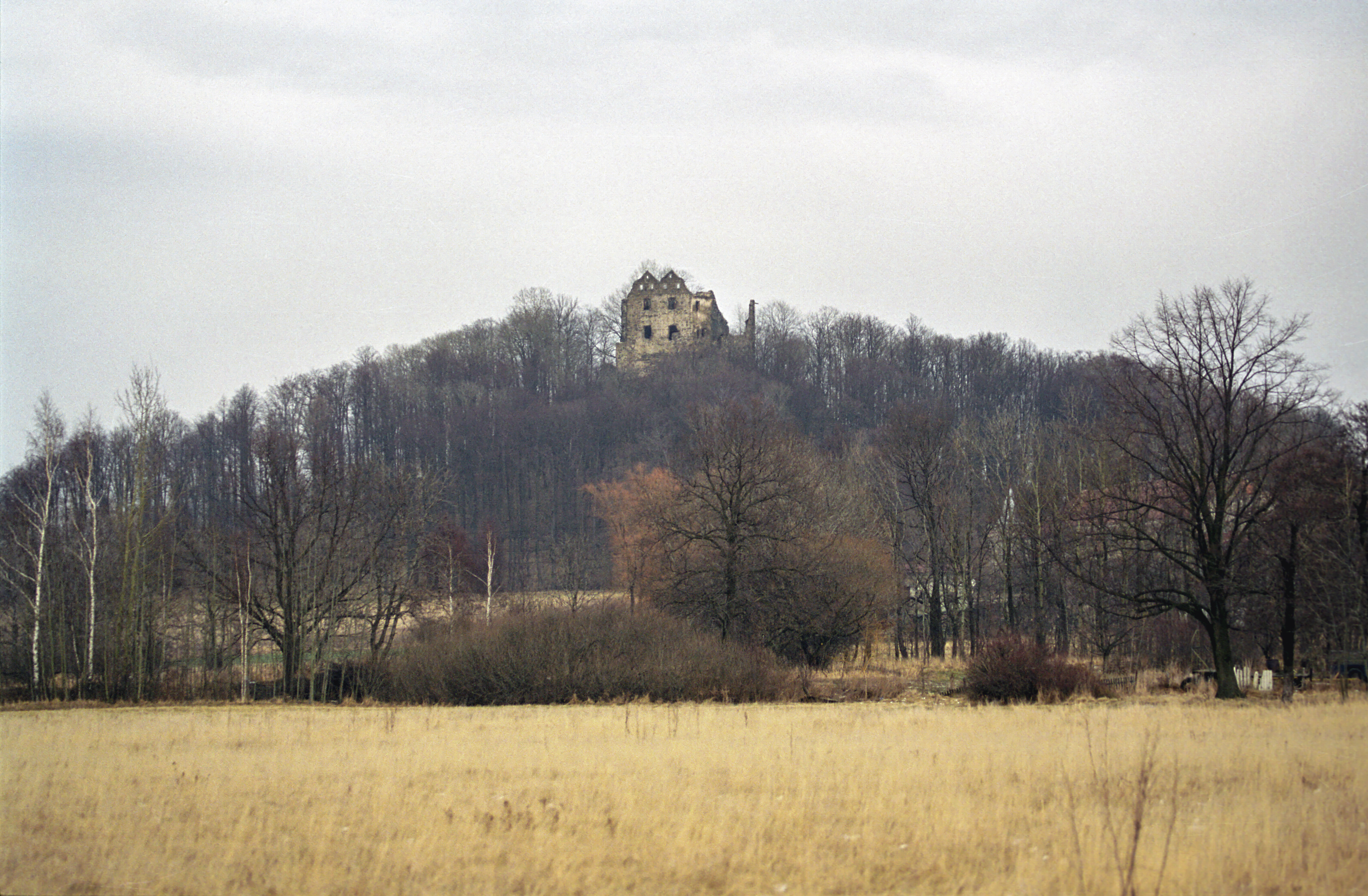
Ruiny hradu v Proszówce

V průběhu třicetileté války byl hrad Gryf dvakrát obléhán. V roce 1639 hrad obléhání odolal, v roce 1645 však byl Švédy dobyt. O sto let později, v roce 1745, byl hrad obsazen pruskou armádou. V roce 1799 bylo zdivo opuštěného hradu zčásti rozebráno a použito jako materiál na výstavbu hospodářství v podhradí, kde si Schaffgotschové nechali v 18. století postavit zámek.
Areál hradu měl tři části: dolní, nejmladší, která se zachovala nejméně ze všeho, dále část střední a nakonec část horní. Horní hrad byl postaven na půdorysu nepravidelného pětiúhelníku. Na zdi hradní kaple býval vyobrazen velký gryf, od nějž se odvozuje jméno hradu. Hradní zřícenina je v soukromém vlastnictví.